# مهدی محمدی (مربی فوتبال)
مهدی محمدی (زاده ۱۰ اکتبر ۱۹۵۲ درگذشته ۷ سپتامبر ۲۰۱۳) یک بازیکن فوتبال اهل ایران بود.